# Lucien Kassi-Kouadio
Pour les personnes ayant le même patronyme, voir Kassi.
Lucien Kassi-Kouadio, né le 12 décembre 1963 et mort le 4 décembre 2024 à Treichville,, est un footballeur international ivoirien, joueur à l'ASEC d'Abidjan. Il remporte la CAN 1992 disputée au Sénégal.

## Clubs
- ASEC Abidjan
- AS Cannes
- Montceau-les-Mines
- Africa Sports National